# Klasyfikacja medalowa Zimowych Igrzysk Olimpijskich 2018
     zdobywcy co najmniej jednego złotego medalu
     zdobywcy co najmniej jednego srebrnego medalu
     zdobywcy co najmniej jednego brązowego medalu
     państwa bez medalu
     Rosja – niezależni olimpijczycy
     państwa nieuczestniczące w igrzyskach

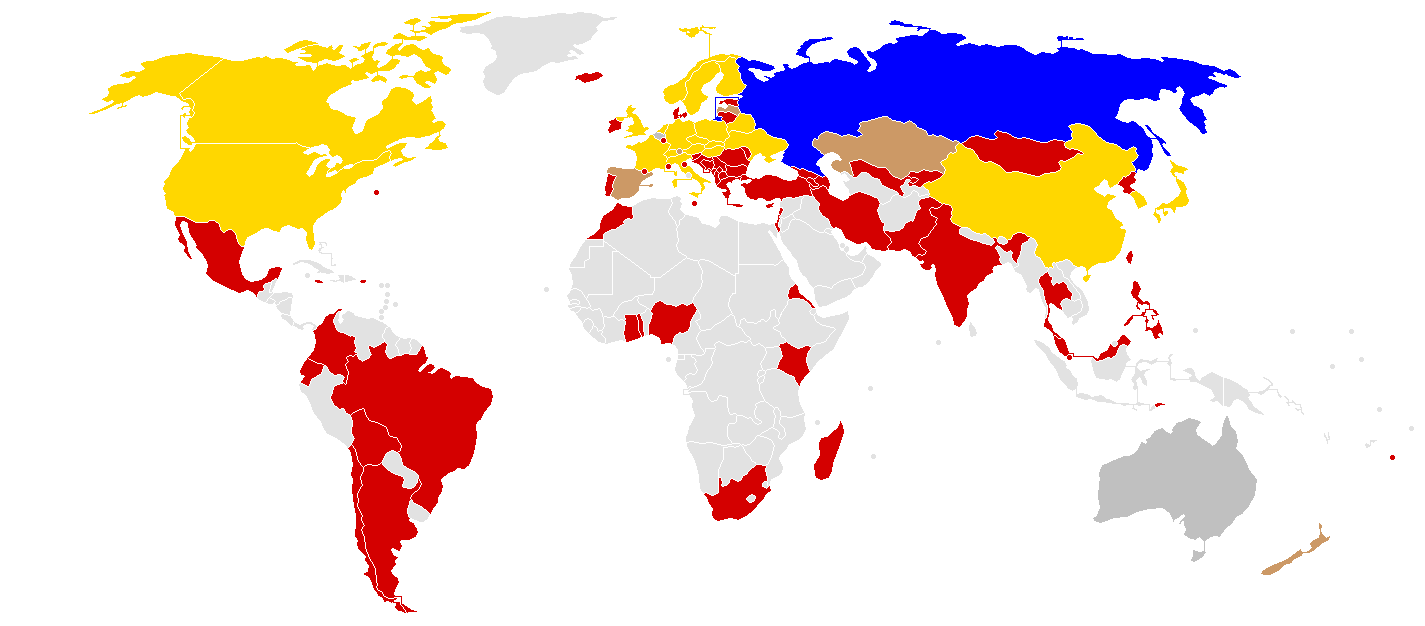
Państwa uczestniczące w Zimowych Igrzyskach Olimpijskich 2018
zdobywcy co najmniej jednego złotego medalu
zdobywcy co najmniej jednego srebrnego medalu
zdobywcy co najmniej jednego brązowego medalu
państwa bez medalu
Rosja – niezależni olimpijczycy
państwa nieuczestniczące w igrzyskach

Klasyfikacja medalowa Zimowych Igrzysk Olimpijskich 2018 – zestawienie państw, reprezentowanych przez narodowe komitety olimpijskie, uszeregowanych pod względem liczby zdobytych medali na XXIII Zimowych Igrzyskach Olimpijskich w 2018 roku w Pjongczangu.
O medale olimpijskie sportowcy rywalizowali w 102 konkurencjach w 15 dyscyplinach sportowych. W porównaniu do poprzednich igrzysk, które odbyły się w 2014 roku w Soczi, w kalendarzu olimpijskim znalazły się: Big Air w snowboardingu kobiet i mężczyzn, curling par mieszanych, biegi masowe w łyżwiarstwie szybkim i zawody drużynowe w narciarstwie alpejskim.
W zawodach wzięli udział przedstawiciele 92 narodowych reprezentacji. Dla sześciu z nich – Ekwadoru, Erytrei, Kosowa, Malezji, Nigerii i Singapuru – występ w Pjongczangu był debiutem w zimowych igrzyskach olimpijskich. W igrzyskach pod flagą olimpijską uczestniczyła również reprezentacja olimpijczyków z Rosji, którzy z uwagi na aferę dopingową po igrzyskach w Soczi nie otrzymali pozwolenia od Międzynarodowego Komitetu Olimpijskiego na start pod rosyjską flagą.
Medalistami zostali reprezentanci 30 państw, co jest rekordową liczbą jeśli chodzi o zimowe igrzyska olimpijskie. Zwycięzcą klasyfikacji medalowej została Norwegia z 39 medalami – 14 złotymi, 14 srebrnymi i 11 brązowymi. Drugie miejsce zajęli Niemcy z 31 medalami – 14 złotymi, 10 srebrnymi i 7 brązowymi. Norwegowie i Niemcy wyrównali w ten sposób rekord Kanadyjczyków z igrzysk w Vancouver pod względem liczby zdobytych złotych medali na jednych zimowych igrzyskach olimpijskich. Jednocześnie Norwegia ustanowiła nowy rekord jeśli chodzi o łączną sumę medali zdobytych na jednych zimowych igrzyskach, o dwa medale pokonując dotychczasowy rekord Amerykanów z Vancouver.
Korea Południowa po raz drugi w historii gościła igrzyska olimpijskie – wcześniej zorganizowała Letnie Igrzyska Olimpijskie 1988 w Seulu. Występ Koreańczyków w Pjongczangu był gorszy pod względem liczby medali niż ich występ w Seulu, ale za to był to najlepszy w historii start tego kraju w zimowych edycjach igrzysk, biorąc pod uwagę sumę wszystkich medali, i najlepszy od igrzysk w Vancouver, biorąc pod uwagę liczbę medali złotych.
Reprezentanci Węgier w drużynowej rywalizacji w short tracku zdobyli pierwsze w historii złoto olimpijskie na zimowych igrzyskach dla swojego kraju. Był to zarazem pierwszy medal ZIO dla Węgier od 1980 roku. Najlepszy zimowy start w igrzyskach odnotowali również reprezentanci Francji, którzy po raz pierwszy zakończyli igrzyska z pięcioma złotymi medalami. Pod względem liczby medali były to również najlepsze zimowe igrzyska olimpijskie dla Wielkiej Brytanii. Kraj ten nigdy wcześniej nie zdobył na jednych zimowych igrzyskach pięciu medali. Licząc łączną liczbę wszystkich medali, występ w Pjongczangu był także najbardziej udanym w historii dla reprezentacji Japonii. Biorąc pod uwagę jednak wartość medali poszczególnych kruszców, był to najlepszy występ od igrzysk w Nagano w 1998 roku.
Pierwszy medal olimpijski od zimowych igrzysk w 1988 roku zdobyła reprezentacja Liechtensteinu. Pierwszy medal zimowych igrzysk od 1998 roku zdobyła Belgia. Reprezentacje Hiszpanii i Nowej Zelandii po raz pierwszy zdobyły dwa medale olimpijskie w trakcie jednych zimowych igrzysk, były to zarazem pierwsze medale dla tych krajów od igrzysk w Albertville w 1992 roku.
Największą sumę medali na zimowych igrzyskach zdobyli reprezentanci Szwajcarii. Dla tego kraju był to najlepszy występ olimpijski pod względem liczby wszystkich medali, wliczając w to letnie starty, od Letnich Igrzysk Olimpijskich 1948. Najlepszy start olimpijski od Letnich Igrzysk Olimpijskich 1952 uzyskali reprezentanci Szwecji, którzy jednocześnie zdobyli największą w historii liczbę złotych medali na zimowych igrzyskach olimpijskich. Dla Holandii były to trzecie z rzędu igrzyska olimpijskie, w tym drugie zimowe, które kraj ten zakończył z ośmioma złotymi medalami.
Po raz pierwszy od igrzysk w Nagano ani jednego medalu olimpijskiego nie zdobyli reprezentanci Chorwacji. Występ w Pjongczangu był najsłabszy od 1998 roku również dla przedstawicieli Chińskiej Republiki Ludowej, a dla reprezentacji Polski najsłabszy od igrzysk w Turynie w 2006 roku.
W Pjongczangu 93 sportowców zdobyło więcej niż jeden medal olimpijski, spośród nich 60 przynajmniej raz stanęło na najwyższym stopniu podium. Najwięcej złotych medali – po trzy – wywalczyli: francuski biathlonista Martin Fourcade i norweski biegacz narciarski Johannes Høsflot Klæbo. Najwięcej wszystkich medali zdobyła z kolei norweska biegaczka Marit Bjørgen, na której koncie znalazło się pięć medali (dwa złote, jeden srebrny i dwa brązowe). Były to piąte igrzyska z rzędu, podczas których Bjørgen zdobywała medale olimpijskie. Z łącznym dorobkiem ośmiu złotych, czterech srebrnych i trzech brązowych medali Bjørgen poprawiła dotychczasowy rekord Ole Einara Bjørndalena w liczbie medali zdobytych na zimowych igrzyskach olimpijskich.
Holenderka Jorien ter Mors wywalczyła złoty medal w biegu na 1000 m w łyżwiarstwie szybkim i brązowy w sztafecie w short tracku. Została w ten sposób pierwszą kobietą w historii igrzysk olimpijskich, która zdobyła medale w dwóch różnych dyscyplinach sportowych podczas jednych zimowych igrzysk olimpijskich. Wyczyn Holenderki poprawiła Czeszka Ester Ledecká, która najpierw triumfowała w supergigancie w narciarstwie alpejskim, a następnie w slalomie gigancie równoległym w snowboardingu. Została zatem pierwszą olimpijką z dwoma złotami zdobytymi w różnych dyscyplinach podczas jednych zimowych igrzysk. Dokonania obu zawodniczek były pierwszymi takimi od Zimowych Igrzysk Olimpijskich 1928, kiedy to mistrzem olimpijskim w biegach narciarskich i kombinacji norweskiej został Johan Grøttumsbråten.

## Klasyfikacja państw
Poniższa tabela przedstawia klasyfikację medalową państw, które zdobyły medale na Zimowych Igrzyskach Olimpijskich 2018 w Pjongczangu, sporządzoną na podstawie oficjalnych raportów Międzynarodowego Komitetu Olimpijskiego. Klasyfikacja posortowana jest najpierw według liczby osiągniętych medali złotych, następnie srebrnych, a na końcu brązowych. W przypadku, gdy dwa kraje zdobyły tę samą liczbę medali wszystkich kolorów, o kolejności zdecydował porządek alfabetyczny.
W dwójkach bobslejowych mężczyzn przyznano dwa złote medale – taki sam czas uzyskały boby kanadyjski (Justin Kripps, Alexander Kopacz) i niemiecki (Francesco Friedrich, Thorsten Margis). W tej konkurencji nie przyznano zatem srebra. Dwa srebrne medale rozdano w konkurencji bobslejowych czwórek, w których drugie miejsce zajęli Koreańczycy i Niemcy, wobec czego nie przyznano brązowego medalu. Dwa brązowe medale przyznano z kolei w biegu narciarskim kobiet na 10 km techniką dowolną. Trzecie miejsce zajęły ex aequo Marit Bjørgen i Krista Pärmäkoski.
| Miejsce | Państwo                      | Złoto | Srebro | Brąz | Razem |
| ------- | ---------------------------- | ----- | ------ | ---- | ----- |
| 1.      | Norwegia                     | 14    | 14     | 11   | 39    |
| 2.      | Niemcy                       | 14    | 10     | 7    | 31    |
| 3.      | Kanada                       | 11    | 8      | 10   | 29    |
| 4.      | USA                          | 9     | 8      | 6    | 23    |
| 5.      | Holandia                     | 8     | 6      | 6    | 20    |
| 6.      | Szwecja                      | 7     | 6      | 1    | 14    |
| 7.      | Korea Południowa             | 5     | 8      | 4    | 17    |
| 8.      | Szwajcaria                   | 5     | 6      | 4    | 15    |
| 9.      | Francja                      | 5     | 4      | 6    | 15    |
| 10.     | Austria                      | 5     | 3      | 6    | 14    |
| 11.     | Japonia                      | 4     | 5      | 4    | 13    |
| 12.     | Włochy                       | 3     | 2      | 5    | 10    |
| 13.     | Olimpijscy sportowcy z Rosji | 2     | 6      | 9    | 17    |
| 14.     | Czechy                       | 2     | 2      | 3    | 7     |
| 15.     | Białoruś                     | 2     | 1      | –    | 3     |
| 16.     | Chiny                        | 1     | 6      | 2    | 9     |
| 17.     | Słowacja                     | 1     | 2      | –    | 3     |
| 18.     | Finlandia                    | 1     | 1      | 4    | 6     |
| 19.     | Wielka Brytania              | 1     | –      | 4    | 5     |
| 20.     | Polska                       | 1     | –      | 1    | 2     |
| 21.     | Ukraina                      | 1     | –      | –    | 1     |
| 21.     | Węgry                        | 1     | –      | –    | 1     |
| 23.     | Australia                    | –     | 2      | 1    | 3     |
| 24.     | Słowenia                     | –     | 1      | 1    | 2     |
| 25.     | Belgia                       | –     | 1      | –    | 1     |
| 26.     | Hiszpania                    | –     | –      | 2    | 2     |
| 26.     | Nowa Zelandia                | –     | –      | 2    | 2     |
| 28.     | Kazachstan                   | –     | –      | 1    | 1     |
| 28.     | Liechtenstein                | –     | –      | 1    | 1     |
| 28.     | Łotwa                        | –     | –      | 1    | 1     |
| Razem   | Razem                        | 103   | 102    | 102  | 307   |

## Klasyfikacje według dyscyplin

### Biathlon
Konkurencje biathlonowe w Pjongczangu były takie same, jak podczas igrzysk w Soczi – rozegrano 11 konkurencji – 8 biegów indywidualnych i 3 rywalizacje sztafet, w tym sztafet mieszanych.
Jedynym zawodnikiem, który obronił tytuł mistrza olimpijskiego z Soczi, był Martin Fourcade w biegu pościgowym mężczyzn. Został także najbardziej utytułowanym biathlonistą igrzysk z trzema złotymi medalami, jak również, z pięcioma złotymi i dwoma srebrnymi medalami, najbardziej utytułowanym reprezentantem Francji w historii startów tego kraju w igrzyskach olimpijskich, wliczając w to letnie i zimowe edycje imprezy.
Poza Fourcardem, po trzy medale olimpijskie zdobyli również: Laura Dahlmeier (2 złote i 1 brązowy), Anastasija Kuźmina i Johannes Thingnes Bø (1 złoty i 2 srebrne) oraz Anaïs Bescond (1 złoty i 2 brązowe). Multimedalistami igrzysk w Pjongczangu zostali ponadto: Darja Domraczewa, Hanna Öberg i Sebastian Samuelsson (złoto i srebro), Arnd Peiffer i Marie Dorin Habert (złoto i brąz), Marte Olsbu i Emil Hegle Svendsen (dwa razy srebro), Simon Schempp i Tiril Eckhoff (srebro i brąz) oraz Benedikt Doll i Dominik Windisch (dwa razy brąz).
| Miejsce | Państwo  | Złoto | Srebro | Brąz | Razem |
| ------- | -------- | ----- | ------ | ---- | ----- |
| 1.      | Niemcy   | 3     | 1      | 3    | 7     |
| 2.      | Francja  | 3     | –      | 2    | 5     |
| 3.      | Szwecja  | 2     | 2      | –    | 4     |
| 4.      | Norwegia | 1     | 3      | 2    | 6     |
| 5.      | Słowacja | 1     | 2      | –    | 3     |
| 6.      | Białoruś | 1     | 1      | –    | 2     |
| 7.      | Czechy   | –     | 1      | 1    | 2     |
| 8.      | Słowenia | –     | 1      | –    | 1     |
| 9.      | Włochy   | –     | –      | 2    | 2     |
| 10.     | Austria  | –     | –      | 1    | 1     |
| Razem   | Razem    | 11    | 11     | 11   | 33    |

### Biegi narciarskie
Niezmiennie od igrzysk w Soczi kalendarz olimpijski liczył 12 konkurencji biegowych. Dystanse biegów nie uległy zmianie. Biegi, które w 2014 roku rozgrywane były stylem klasycznym, w 2018 roku przeprowadzono techniką dowolną i odwrotnie.
Dwoje zawodników obroniło tytuł mistrza olimpijskiego z Soczi – Dario Cologna dokonał tego w biegu indywidualnym mężczyzn na 15 km, a Marit Bjørgen w biegu masowym kobiet na 30 km. Bjørgen wywalczyła w Pjongczangu jeszcze 4 medale – 1 złoty, 1 srebrny i 2 brązowe. Została dzięki temu najbardziej utytułowanym sportowcem w historii zimowych igrzysk olimpijskich, pokonując dotychczasowy rekord Ole Einara Bjørndalena.
Najbardziej utytułowanym biegaczem narciarskim został jednak inny Norweg, Johannes Høsflot Klæbo, który trzykrotnie został mistrzem olimpijskim. Poza Klæbo i Bjørgen multimedalistami igrzysk w Pjongczangu zostali jeszcze: Simen Hegstad Krüger i Martin Johnsrud Sundby (2 złote, 1 srebrny), Ragnhild Haga (2 złote), Charlotte Kalla (1 złoty, 3 srebrne), Stina Nilsson (1 złoty, 2 srebrne, 1 brązowy), Aleksandr Bolszunow (3 srebrne, 1 brązowy) Dienis Spicow (2 srebrne, 1 brązowy), Krista Pärmäkoski (1 srebrny, 2 brązowe), Maiken Caspersen Falla, Andriej Łarkow (1 srebrny, 1 brązowy) oraz Julija Biełorukowa i Maurice Manificat (2 brązowe).
Po raz pierwszy złoto olimpijskie w konkurencji drużynowej zdobyły reprezentantki Stanów Zjednoczonych – w sztafecie sprinterskiej kobiet triumfowały Kikkan Randall i Jessica Diggins. Był to drugi w historii medal olimpijski dla USA w biegach narciarskich po srebrze Billa Kocha w biegu na 30 km podczas igrzysk w 1976 roku. W biegu kobiet na 10 km techniką dowolną trzecie miejsce ex aequo zajęły Marit Bjørgen i Krista Pärmäkoski, wobec czego przyznano w tej konkurencji dwa brązowe medale.
| Miejsce | Państwo                      | Złoto | Srebro | Brąz | Razem |
| ------- | ---------------------------- | ----- | ------ | ---- | ----- |
| 1.      | Norwegia                     | 7     | 4      | 3    | 14    |
| 2.      | Szwecja                      | 2     | 3      | 1    | 6     |
| 3.      | Finlandia                    | 1     | 1      | 2    | 4     |
| 4.      | Szwajcaria                   | 1     | –      | –    | 1     |
| 4.      | USA                          | 1     | –      | –    | 1     |
| 6.      | Olimpijscy sportowcy z Rosji | –     | 3      | 5    | 8     |
| 7.      | Włochy                       | –     | 1      | –    | 1     |
| 8.      | Francja                      | –     | –      | 2    | 2     |
| Razem   | Razem                        | 12    | 12     | 13   | 37    |

### Bobsleje
Bobsleiści i bobsleistki rywalizowali w Pjongczangu w trzech konkurencjach – dwójkach kobiet i mężczyzn oraz czwórkach mężczyzn, zatem tak samo, jak cztery lata wcześniej w Soczi.
W dwójkach mężczyzn przyznano dwa złote medale. Taki sam łączny czas przejazdów uzyskali bowiem Kanadyjczycy Justin Kripps i Alexander Kopacz oraz Niemcy Francesco Friedrich i Thorsten Margis. W tej konkurencji nie przyznano zatem srebrnego medalu. Z kolei w czwórkach ex aequo taki sam rezultat uzyskali Niemcy i Koreańczycy. Oba te zespoły zajęły drugie miejsce, w efekcie czego przyznano dwa srebrne medale. Dla Korei Południowej był to zarazem pierwszy medal olimpijski w tej dyscyplinie sportu. Co więcej Korea została pierwszym azjatyckim państwem, którego reprezentanci stanęli na podium olimpijskim w bobslejach.
Niemcy Friedrich i Margis jako jedyni bobsleiści dwukrotnie stanęli na podium olimpijskim w Pjongczangu, zdobywając po dwa złote medale w obu konkurencjach mężczyzn. Spośród medalistów igrzysk olimpijskich w Soczi tylko dwie zawodniczki wywalczyły medale również w Pjongczangu. Mistrzyni olimpijska z Soczi – Kaillie Humphries – została brązową medalistką w Pjongczangu, a wicemistrzyni z Soczi – Elana Meyers – obroniła srebrny medal. Ponadto Humphries zdobyła złoto, a Meyers brąz w 2010 roku w Vancouver. Dzięki temu te dwie zawodniczki zostały pierwszymi w historii kobietami, w dorobku których znalazły się po trzy medale olimpijskie w bobslejach.
| Miejsce | Państwo          | Złoto | Srebro | Brąz | Razem |
| ------- | ---------------- | ----- | ------ | ---- | ----- |
| 1.      | Niemcy           | 3     | 1      | –    | 4     |
| 2.      | Kanada           | 1     | –      | 1    | 2     |
| 3.      | Korea Południowa | –     | 1      | –    | 1     |
| 3.      | USA              | –     | 1      | –    | 1     |
| 5.      | Łotwa            | –     | –      | 1    | 1     |
| Razem   | Razem            | 4     | 3      | 2    | 9     |

### Curling
Podczas igrzysk w Pjongczangu, poza turniejami kobiet i mężczyzn, po raz pierwszy przeprowadzono turniej olimpijski par mieszanych. Każdy zespół liczył jednego mężczyznę i jedną kobietę.
W turnieju kobiet po raz trzeci w historii zwyciężyła reprezentacja Szwecji, dzięki czemu została najbardziej utytułowaną drużyną w olimpijskich turniejach kobiet w curlingu. Srebro zdobyły Koreanki, a brąz Japonki. Były to pierwsze medale olimpijskie w curlingu dla Korei i Japonii. W rywalizacji mężczyzn triumfowali reprezentanci Stanów Zjednoczonych, którzy zdobyli pierwsze złoto dla tego kraju w curlingu.
W turnieju par mieszanych zwyciężyła para kanadyjska Kaitlyn Lawes i John Morris, która pokonała w finale parę szwajcarską Jenny Perret i Martin Rios. Trzecie miejsce zajęła początkowo para olimpijczyków z Rosji – Anastasija Bryzgałowa i Aleksandr Kruszelnicki. Jeszcze w trakcie igrzysk parę zdyskwalifikowano, gdyż testy antydopingowe u Kruszelnickiego dały wynik pozytywny i stwierdziły stosowanie przez niego meldonium. W efekcie brązowy medal przyznano wcześniej sklasyfikowanej na czwartym miejscu parze norweskiej Kristin Moen Skaslien i Magnus Nedregotten.
| Miejsce | Państwo          | Złoto | Srebro | Brąz | Razem |
| ------- | ---------------- | ----- | ------ | ---- | ----- |
| 1.      | Szwecja          | 1     | 1      | –    | 2     |
| 2.      | Kanada           | 1     | –      | –    | 1     |
| 2.      | USA              | 1     | –      | –    | 1     |
| 4.      | Szwajcaria       | –     | 1      | 1    | 2     |
| 5.      | Korea Południowa | –     | 1      | –    | 1     |
| 6.      | Japonia          | –     | –      | 1    | 1     |
| 6.      | Norwegia         | –     | –      | 1    | 1     |
| Razem   | Razem            | 3     | 3      | 3    | 9     |

### Hokej na lodzie
W hokeju na lodzie, niezmiennie od poprzednich igrzysk, rozegrano dwa turnieje olimpijskie – turniej kobiet i mężczyzn.
Tytułów mistrzowskich z Soczi bronili Kanadyjczycy i Kanadyjki. Reprezentacje Kanady nie obroniły jednak tytułów – hokeistki zdobyły srebro, a hokeiści brąz. Mistrzami olimpijskimi w turnieju mężczyzn zostali olimpijczycy z Rosji, którzy w finale pokonali Niemców. Dla Niemiec był to pierwszy medal olimpijski w hokeju na lodzie od 1976 roku i pierwszy w historii medal srebrny. W rozgrywkach kobiet kanadyjską dominację (serię czterech zwycięstw w olimpijskich turniejach) przerwały Amerykanki. Brązowy medal wywalczyły Finki.
W związku z brakiem porozumienia między Międzynarodową Federacją Hokeja na Lodzie i Międzynarodowym Komitetem Olimpijskim a władzami NHL dotyczącego sfinansowania wyjazdu na igrzyska, w turnieju nie wzięli udziału hokeiści NHL. Gracze tej ligi uczestniczyli we wszystkich turniejach olimpijskich od igrzysk w Nagano w 1998 roku.
| Miejsce | Państwo                      | Złoto | Srebro | Brąz | Razem |
| ------- | ---------------------------- | ----- | ------ | ---- | ----- |
| 1.      | Olimpijscy sportowcy z Rosji | 1     | –      | –    | 1     |
| 1.      | USA                          | 1     | –      | –    | 1     |
| 3.      | Kanada                       | –     | 1      | 1    | 2     |
| 4.      | Niemcy                       | –     | 1      | –    | 1     |
| 5.      | Finlandia                    | –     | –      | 1    | 1     |
| Razem   | Razem                        | 2     | 2      | 2    | 6     |

### Kombinacja norweska
Dwuboiści klasyczni rywalizowali w Pjongczangu w trzech konkurencjach, tak samo jak podczas igrzysk w Soczi.
Konkursy zdominowali reprezentanci Niemiec, którzy zdobyli wszystkie trzy złote medale. Była to druga sytuacja w historii, że trzy złota olimpijskie zdobyli kombinatorzy z jednego kraju – wcześniej dokonali tego tylko Finowie podczas igrzysk w Salt Lake City w 2002 roku.
Tytuł mistrza olimpijskiego w konkursie na skoczni normalnej obronił Eric Frenzel. Taka sytuacja, że ktoś obronił indywidualne złoto olimpijskie w kombinacji norweskiej, nie wydarzyła się od 1980 roku. Frenzel został trzecim dwuboistą w historii, po Johanie Grøttumsbråtenie i Ulrichu Wehlingu, który tego dokonał. Srebrny medal z Soczi w tych samych zawodach obronił Japończyk Akito Watabe.
W konkursie na dużej skoczni Niemcy zdobyli wszystkie trzy medale – złoto wywalczył Johannes Rydzek, srebro – Fabian Rießle, a brąz – Eric Frenzel. Było to pierwsze od igrzysk w Garmisch-Partenkirchen w 1936 roku podium w kombinacji norweskiej złożone z zawodników tej samej reprezentacji. Wcześniej w historii zdarzyło się to czterokrotnie w latach 1924–1936 i dokonali tego tylko zawodnicy norwescy.
Czterech zawodników zostało multimedalistami igrzysk w Pjongczangu. Najbardziej utytułowanym kombinatorem był Eric Frenzel z dwoma złotymi i jednym brązowym medalem. Frenzel stał się drugim zawodnikiem w historii, po Felixie Gottwaldzie, w dorobku którego znalazło się przynajmniej sześć medali olimpijskich w kombinacji norweskiej. Dwukrotnie na podium olimpijskim w 2018 roku stanęli jeszcze Johannes Rydzek (dwa złote medale), Fabian Rießle (złoty i srebrny) oraz Lukas Klapfer (dwa brązowe).
| Miejsce | Państwo  | Złoto | Srebro | Brąz | Razem |
| ------- | -------- | ----- | ------ | ---- | ----- |
| 1.      | Niemcy   | 3     | 1      | 1    | 5     |
| 2.      | Japonia  | –     | 1      | –    | 1     |
| 2.      | Norwegia | –     | 1      | –    | 1     |
| 4.      | Austria  | –     | –      | 2    | 2     |
| Razem   | Razem    | 3     | 3      | 3    | 9     |

### Łyżwiarstwo figurowe
Konkurencje w łyżwiarstwie figurowym na igrzyskach w Pjongczangu nie zmieniły się – przeprowadzono rywalizacje solistów, solistek, par sportowych, par tanecznych i zawody drużynowe.
W konkursie solistów złoty medal po raz drugi z rzędu zdobył Japończyk Yuzuru Hanyū. Jako pierwszy łyżwiarz figurowy od igrzysk w Oslo w 1952 roku obronił tytuł mistrza olimpijskiego. W tej samej konkurencji brązowy medal zdobył Javier Fernández López, zdobywając w ten sposób pierwszy medal olimpijski w łyżwiarstwie figurowym dla Hiszpanii.
Najbardziej utytułowanymi łyżwiarzami figurowymi igrzysk w 2018 roku została kanadyjska para taneczna Tessa Virtue i Scott Moir z dwoma złotymi medalami (w konkursie par tanecznych i zawodach drużynowych). Dwukrotnie na podium olimpijskim stanęło jeszcze siedmioro łyżwiarzy: Alina Zagitowa (złoty i srebrny medal), Kaetlyn Osmond, Meagan Duhamel i Eric Radford (złoty i brązowy), Jewgienija Miedwiediewa (dwa srebrne) oraz Maia i Alex Shibutani (dwa brązowe).
| Miejsce | Państwo                      | Złoto | Srebro | Brąz | Razem |
| ------- | ---------------------------- | ----- | ------ | ---- | ----- |
| 1.      | Kanada                       | 2     | –      | 2    | 4     |
| 2.      | Olimpijscy sportowcy z Rosji | 1     | 2      | –    | 3     |
| 3.      | Japonia                      | 1     | 1      | –    | 2     |
| 4.      | Niemcy                       | 1     | –      | –    | 1     |
| 5.      | ChRL                         | –     | 1      | –    | 1     |
| 5.      | Francja                      | –     | 1      | –    | 1     |
| 7.      | USA                          | –     | –      | 2    | 2     |
| 8.      | Hiszpania                    | –     | –      | 1    | 1     |
| Razem   | Razem                        | 5     | 5      | 5    | 15    |

### Łyżwiarstwo szybkie
Panczeniści i panczenistki rywalizowali w Pjongczangu w czternastu konkurencjach. Po raz pierwszy na igrzyskach olimpijskich przeprowadzono łyżwiarskie biegi masowe kobiet i mężczyzn.
Spośród mistrzów olimpijskich z Soczi, w Pjongczangu tylko jeden panczenista obronił tytuł – Sven Kramer w biegu na 5000 m mężczyzn. Holender zdobył trzecie złoto z rzędu w tej konkurencji. Dokonał tego jako trzeci w historii, po Bonnie Blair (1988, 1992, 1994 w biegu na 500 m) i Claudii Pechstein (1994, 1998, 2002 w biegu na 5000 m). Jednocześnie Kramer został zdobywcą największej liczby medali olimpijskich w łyżwiarskich konkurencjach mężczyzn. Z 9 medalami (4 złotymi, 2 srebrnymi i 3 brązowymi) plasował się na trzeciej pozycji w indywidualnej klasyfikacji wszech czasów, za Clasem Thunbergiem i Erikiem Heidenem, którzy zdobyli mniej medali od Holendra, ale za to więcej złotych.
Pierwsze w historii złote medale olimpijskie w łyżwiarskich biegach drużynowych wywalczyli dla swoich krajów Norwegowie i Japonki. W biegu masowym mężczyzn srebrny medal zdobył Bart Swings. Był to pierwszy medal zimowych igrzysk olimpijskich dla Belgii od igrzysk w Nagano w 1998 roku. Złota medalistka w biegu kobiet na 1000 m, Jorien ter Mors kilka dni później zdobyła medal olimpijski również w short tracku.
Dwoje zawodników zdobyło w Pjongczangu po dwa złote medale olimpijskie – Nana Takagi i Kjeld Nuis. Dwie zawodniczki trzykrotnie stanęły na podium olimpijskim – Ireen Wüst (jeden złoty i dwa srebrne medale) oraz Miho Takagi (po jednym medalu z każdego kruszcu). Po dwa medale zdobyli również: Håvard Holmefjord Lorentzen, Lee Seung-hoon, Ted-Jan Bloemen i Nao Kodaira (złoty i srebrny), Sven Kramer i Sverre Lunde Pedersen (złoty i brązowy), Patrick Roest, Kim Min-seok, Antoinette de Jong i Marrit Leenstra (srebrny i brązowy) oraz Koen Verweij (dwa brązowe).
| Miejsce | Państwo                      | Złoto | Srebro | Brąz | Razem |
| ------- | ---------------------------- | ----- | ------ | ---- | ----- |
| 1.      | Holandia                     | 7     | 4      | 5    | 16    |
| 2.      | Japonia                      | 3     | 2      | 1    | 6     |
| 3.      | Norwegia                     | 2     | 1      | 1    | 4     |
| 4.      | Korea Południowa             | 1     | 4      | 2    | 7     |
| 5.      | Kanada                       | 1     | 1      | –    | 2     |
| 6.      | Czechy                       | –     | 1      | 1    | 2     |
| 7.      | Belgia                       | –     | 1      | –    | 1     |
| 8.      | ChRL                         | –     | –      | 1    | 1     |
| 8.      | Olimpijscy sportowcy z Rosji | –     | –      | 1    | 1     |
| 8.      | USA                          | –     | –      | 1    | 1     |
| 8.      | Włochy                       | –     | –      | 1    | 1     |
| Razem   | Razem                        | 14    | 14     | 14   | 42    |

### Narciarstwo alpejskie
W programie igrzysk olimpijskich w Pjongczangu, poza dotychczas rozgrywanymi konkurencjami alpejskimi (zjazd, slalom, slalom gigant, supergigant i superkombinacja), po raz pierwszy znalazły się zawody drużynowe. Formuła rozgrywania zawodów była taka jak w slalomie równoległym, przy czym rywalizacja odbywała się między czteroosobowymi zespołami, złożonymi z dwóch kobiet i dwóch mężczyzn, z których każdy toczył pojedynki w parze z przeciwnikiem.
Żaden z narciarzy alpejskich nie obronił tytułu mistrza olimpijskiego w swojej konkurencji. Jedynym alpejczykiem, który zdobył w Pjongczangu dwa złote medale, był Marcel Hirscher – triumfator w slalomie gigancie i superkombinacji. Z kolei Wendy Holdener jako jedyna trzykrotnie stanęła na podium olimpijskim, zdobywając po jednym medalu z każdego kruszcu. Multimedalistami igrzysk zostało jeszcze ośmioro narciarzy alpejskich: Mikaela Shiffrin i Ramon Zenhäusern (złoty i srebrny medal), Ragnhild Mowinckel (dwa srebrne) oraz Kjetil Jansrud, Beat Feuz, Alexis Pinturault, Katharina Gallhuber i Michael Matt (srebrny i brązowy). W supergigancie kobiet triumfowała Czeszka Ester Ledecká. Nie zdobyła więcej medali w konkurencjach alpejskich, ale triumfowała również w snowboardowym slalomie gigancie równoległym, dzięki czemu także została multimedalistką igrzysk w Pjongczangu.
Brązowa medalistka w supergigancie kobiet, Christina Weirather została pierwszą od igrzysk w Calgary w 1988 roku medalistką igrzysk olimpijskich dla Liechtensteinu.
Trzy kraje – Austria, Szwajcaria i Norwegia – zdobyły najwięcej medali olimpijskich, po 7. Pierwsze miejsce w klasyfikacji medalowej zajęli jednak Austriacy z uwagi na największą liczbę medali złotych (3).
| Miejsce | Państwo       | Złoto | Srebro | Brąz | Razem |
| ------- | ------------- | ----- | ------ | ---- | ----- |
| 1.      | Austria       | 3     | 2      | 2    | 7     |
| 2.      | Szwajcaria    | 2     | 3      | 2    | 7     |
| 3.      | Szwecja       | 2     | –      | –    | 2     |
| 4.      | Norwegia      | 1     | 4      | 2    | 7     |
| 5.      | USA           | 1     | 1      | 1    | 3     |
| 6.      | Włochy        | 1     | –      | 1    | 2     |
| 7.      | Czechy        | 1     | –      | –    | 1     |
| 8.      | Francja       | –     | 1      | 2    | 3     |
| 9.      | Liechtenstein | –     | –      | 1    | 1     |
| Razem   | Razem         | 11    | 11     | 11   | 33    |

### Narciarstwo dowolne
Konkurencje olimpijskie w narciarstwie dowolnym nie zmieniły się. W Pjongczangu kobiety i mężczyźni rywalizowali w jeździe po muldach, skokach akrobatycznych, slopestyle’u, halfpipie i skicrossie.
Jedynym narciarzem dowolnym, który obronił tytuł mistrza olimpijskiego z Soczi, był David Wise w halfpipie mężczyzn. Został drugim zawodnikiem w historii zawodów w narciarstwie dowolnym, który obronił złoto olimpijskie. Wcześniej dokonał tego tylko w 2014 roku Alexandre Bilodeau w jeździe po muldach.
Żaden z zawodników nie zdobył w Pjongczangu więcej niż jednego medalu olimpijskiego. Na podium olimpijskim stanęli reprezentanci 14 państw, spośród których Ukraina, Wielka Brytania, Kazachstan i Nowa Zelandia zdobyły pierwsze medale olimpijskie w tej dyscyplinie sportu. Najwięcej medali olimpijskich zdobyli reprezentanci Kanady, w dorobku których znalazły się cztery złota, dwa srebra i jeden brąz. Kanadyjczycy po raz trzeci z rzędu wywalczyli złoto olimpijskie w jeździe po muldach mężczyzn i skicrossie kobiet.
| Miejsce | Państwo                      | Złoto | Srebro | Brąz | Razem |
| ------- | ---------------------------- | ----- | ------ | ---- | ----- |
| 1.      | Kanada                       | 4     | 2      | 1    | 7     |
| 2.      | Szwajcaria                   | 1     | 2      | 1    | 4     |
| 2.      | USA                          | 1     | 2      | 1    | 4     |
| 4.      | Francja                      | 1     | 1      | –    | 2     |
| 5.      | Białoruś                     | 1     | –      | –    | 1     |
| 5.      | Norwegia                     | 1     | –      | –    | 1     |
| 5.      | Ukraina                      | 1     | –      | –    | 1     |
| 8.      | ChRL                         | –     | 2      | 1    | 3     |
| 9.      | Australia                    | –     | 1      | –    | 1     |
| 10.     | Olimpijscy sportowcy z Rosji | –     | –      | 2    | 2     |
| 11.     | Japonia                      | –     | –      | 1    | 1     |
| 11.     | Kazachstan                   | –     | –      | 1    | 1     |
| 11.     | Nowa Zelandia                | –     | –      | 1    | 1     |
| 11.     | Wielka Brytania              | –     | –      | 1    | 1     |
| Razem   | Razem                        | 10    | 10     | 10   | 30    |

### Saneczkarstwo
Rozegrane w Pjongczangu konkurencje saneczkarskie były takie same, jak podczas igrzysk w Soczi – odbyły się zawody jedynek kobiet i mężczyzn, dwójek mężczyzn oraz zawody drużynowe.
Niemcy obronili trzy z czterech tytułów mistrzów olimpijskich. W jedynkach kobiet po raz drugi z rzędu triumfowała Natalie Geisenberger. Została w ten sposób trzecią zawodniczką w historii, po Steffi Martin (1988) i Sylke Otto (2006), która obroniła złoto w tej konkurencji. W dwójkach mężczyzn drugi tytuł zdobyli Tobias Wendl i Tobias Arlt. Tak samo jak w jedynkach kobiet, była to trzecia taka sytuacja w historii – wcześniej złoto olimpijskie obronili: Hans Rinn i Norbert Hahn (1980) oraz Andreas i Wolfgang Linger (2010).
Reprezentanci Niemiec obronili także tytuł mistrzów olimpijskich w zawodach drużynowych. W porównaniu do składu z Soczi, w Pjongczangu w zespole zabrakło Felixa Locha, a w jego miejsce powołany został Johannes Ludwig. Z kolei Loch, multimedalista mistrzostw świata i dwukrotny mistrz olimpijski w jedynkach, sensacyjnie przegrał medal w rywalizacji jedynek mężczyzn po błędzie popełnionym podczas ostatniego przejazdu. W ten sposób mistrzem olimpijskim został David Gleirscher, zdobywając drugi złoty medal dla Austrii w tej konkurencji, po 50-letniej przerwie.
Ośmioro saneczkarzy zostało multimedalistami igrzysk olimpijskich w Pjongczangu. Po dwa złote medale zdobyli Wendl, Arlt i Geisenberger. Złoto i brąz wywalczyli Gleirscher i Ludwig. Ponadto dwukrotnie na podium olimpijskim stanęli Peter Penz, Georg Fischler i Alex Gough – wszyscy zdobyli po srebrnym i brązowym medalu.
| Miejsce | Państwo | Złoto | Srebro | Brąz | Razem |
| ------- | ------- | ----- | ------ | ---- | ----- |
| 1.      | Niemcy  | 3     | 1      | 2    | 6     |
| 2.      | Austria | 1     | 1      | 1    | 3     |
| 3.      | Kanada  | –     | 1      | 1    | 2     |
| 4.      | USA     | –     | 1      | –    | 1     |
| Razem   | Razem   | 4     | 4      | 4    | 12    |

### Short track
W kalendarzu igrzysk olimpijskich w Pjongczangu, tak jak w Soczi, znalazło się 8 konkurencji w short tracku – biegi indywidualne kobiet i mężczyzn na 500, 1000 i 1500 m oraz biegi sztafetowe na 3000 i 5000 m.
Spośród mistrzów olimpijskich z Soczi tytuł w Pjongczangu obroniły tylko południowokoreańskie zawodniczki w sztafecie kobiet. W składzie drużyny znalazła się jednak tylko jedna z zawodniczek, które zdobyły złoto w Soczi, Shim Suk-hee. W finale rywalizacji sztafet kobiet za Koreankami uplasowały się Włoszki. Dwie pozostałe sztafety, które uczestniczyły w biegu (Kanada i Chińska Republika Ludowa), zostały zdyskwalifikowane. W efekcie brązowy medal zdobyły Holenderki, zwyciężczynie finału B. Reprezentantki Holandii triumfowały w finale B, ustanawiając nowy rekord świata w sztafecie – 4:03,471. Był to jeden z dwóch rekordów świata w short tracku na igrzyskach w Pjongczangu – drugi ustanowił Wu Dajing w biegu mężczyzn na 500 m, uzyskując czas 39,584 s. W rywalizacji sztafet mężczyzn złoty medal wywalczyli reprezentanci Węgier – Shaoang Liu, Shaolin Sándor Liu, Viktor Knoch i Csaba Burján. Był to pierwszy złoty medal zimowych igrzysk olimpijskich wywalczony dla Węgier i zarazem pierwszy medal zimowych igrzysk dla tego kraju od igrzysk w Lake Placid w 1980 roku.
W drużynie holenderskich zawodniczek, które zdobyły brązowy medal, znalazła się Jorien ter Mors, która kilka dni wcześniej zdobyła złoty medal w biegu na 1000 m w łyżwiarstwie szybkim. Holenderka została tym samym pierwszą kobietą w historii, która zdobyła medale w dwóch różnych dyscyplinach w trakcie jednej edycji zimowych igrzysk olimpijskich.
Jedyną zawodniczką, która w Pjongczangu zdobyła trzy medale, jest Arianna Fontana z jednym złotem, jednym srebrem i jednym brązem. Poza Włoszką jeszcze siedmioro łyżwiarzy dwukrotnie stanęło na podium olimpijskim. Byli to: Choi Min-jeong (dwa złote medale), Wu Dajing (złoty i srebrny), Lim Hyo-jun, Samuel Girard i Suzanne Schulting (złoty i brązowy) oraz Kim Boutin i Yara van Kerkhof (srebrny i brązowy).
| Miejsce | Państwo                      | Złoto | Srebro | Brąz | Razem |
| ------- | ---------------------------- | ----- | ------ | ---- | ----- |
| 1.      | Korea Południowa             | 3     | 1      | 2    | 6     |
| 2.      | Holandia                     | 1     | 2      | 1    | 4     |
| 3.      | ChRL                         | 1     | 2      | –    | 3     |
| 4.      | Kanada                       | 1     | 1      | 3    | 5     |
| 5.      | Włochy                       | 1     | 1      | 1    | 3     |
| 6.      | Węgry                        | 1     | –      | –    | 1     |
| 7.      | USA                          | –     | 1      | –    | 1     |
| 8.      | Olimpijscy sportowcy z Rosji | –     | –      | 1    | 1     |
| Razem   | Razem                        | 8     | 8      | 8    | 24    |

### Skeleton
Na igrzyskach w Pjongczangu, tak samo jak cztery lata wcześniej, rozegrano dwie konkurencje skeletonowe – ślizg kobiet i ślizg mężczyzn.
W rywalizacji kobiet triumfowała Elizabeth Yarnold, dzięki czemu stała się pierwszą zawodniczką w historii, która obroniła tytuł mistrzyni olimpijskiej w skeletonie. Jednocześnie jako pierwsza reprezentantka Wielkiej Brytanii zdobyła złoty medal olimpijski na dwóch kolejnych zimowych igrzyskach. Zdobyty przez Yarnold medal, a także dwa kolejne wywalczone przez Laurę Deas i Dominica Parsonsa, sprawiły, że Wielka Brytania utrzymała status jedynego kraju, który zdobywał przynajmniej jeden medal w skeletonie na wszystkich igrzyskach, na których sport ten znalazł się w programie olimpijskim.
W ślizgu mężczyzn złotym medalistą został Yun Sung-bin, zdobywając w ten sposób pierwszy medal olimpijski w skeletonie dla Korei Południowej.
| Miejsce | Państwo                      | Złoto | Srebro | Brąz | Razem |
| ------- | ---------------------------- | ----- | ------ | ---- | ----- |
| 1.      | Wielka Brytania              | 1     | –      | 2    | 3     |
| 2.      | Korea Południowa             | 1     | –      | –    | 1     |
| 3.      | Niemcy                       | –     | 1      | –    | 1     |
| 3.      | Olimpijscy sportowcy z Rosji | –     | 1      | –    | 1     |
| Razem   | Razem                        | 2     | 2      | 2    | 6     |

### Skoki narciarskie
Rywalizacja skoczków i skoczkiń narciarskich na igrzyskach w Pjongczangu składała się, tak jak w Soczi, z czterech konkurencji – trzech indywidualnych i jednej drużynowej.
Najbardziej utytułowanym skoczkiem został Andreas Wellinger, w dorobku którego znalazł się jeden złoty i dwa srebrne medale. Trzykrotnie na podium olimpijskim stanął też Robert Johansson, który zdobył jeden złoty i dwa brązowe medale. Po dwa medale wywalczyli Johann André Forfang (złoty i srebrny) i Kamil Stoch (złoty i brązowy).
Tytuł mistrza olimpijskiego z Soczi w konkursie na dużym obiekcie obronił Kamil Stoch. Dokonał tego jako trzeci skoczek narciarski w historii, po Birgerze Ruudzie (1936) i Mattim Nykänenie (1988). Został jednocześnie najstarszym w historii mistrzem olimpijskim w skokach narciarskich. W konkursie drużynowym triumf odniosła reprezentacja Norwegii, dla której był to pierwszy złoty medal w tej konkurencji. Pierwszy w historii medal w drużynie zdobyli reprezentanci Polski, którzy ukończyli rywalizację na trzecim miejscu.
| Miejsce | Państwo  | Złoto | Srebro | Brąz | Razem |
| ------- | -------- | ----- | ------ | ---- | ----- |
| 1.      | Norwegia | 2     | 1      | 2    | 5     |
| 2.      | Niemcy   | 1     | 3      | –    | 4     |
| 3.      | Polska   | 1     | –      | 1    | 2     |
| 4.      | Japonia  | –     | –      | 1    | 1     |
| Razem   | Razem    | 4     | 4      | 4    | 12    |

### Snowboarding
Na igrzyskach w Pjongczangu po raz pierwszy przeprowadzono rywalizację olimpijską w konkurencji Big Air kobiet i mężczyzn.
Tytuły mistrzów olimpijskich z Soczi obroniło dwoje snowboardzistów – Pierre Vaultier w snowboard crossie mężczyzn oraz Jamie Anderson w slopestyle’u kobiet. Anderson jako jedyna snowboardzistka stanęła na podium olimpijskim dwóch konkurencji w Pjongczangu. Poza slopestylem dokonała tego w Big Air. Tym samym Amerykanka została pierwszą kobietą w historii, która w trakcie jednych igrzysk zdobyła dwa medale w snowboardingu. Jednocześnie została najbardziej utytułowaną zawodniczką w historii olimpijskiej rywalizacji kobiet z dwoma złotymi i jednym srebrnym medalem na koncie. Jako druga zawodniczka w historii, po Kelly Clark, zdobyła trzy medale olimpijskie w tej dyscyplinie sportu. Triumfator rywalizacji mężczyzn w halfpipie, Shaun White został natomiast pierwszym w historii snowboardzistą, który wywalczył trzeci tytuł mistrza olimpijskiego (wcześniej triumfował w tej samej konkurencji w Turynie i Vancouver).
Zwyciężczyni slalomu giganta równoległego kobiet, Ester Ledecká triumfowała kilka dni wcześniej w supergigancie w narciarstwie alpejskim. Jako pierwsza kobieta w historii zdobyła złote medale olimpijskie w dwóch różnych zimowych dyscyplinach podczas jednych igrzysk. Przed Czeszką dokonali tego tylko norwescy narciarze klasyczni – Thorleif Haug (1924) i Johan Grøttumsbråten (1928).
Pierwsze medale olimpijskie w snowboardingu zdobyli reprezentanci Korei Południowej, Chińskiej Republiki Ludowej, Nowej Zelandii i Hiszpanii. Medal Zoi Sadowskiej-Synnott dla Nowej Zelandii i medal Regino Hernándeza dla Hiszpanii były pierwszymi medalami zimowych igrzysk olimpijskich dla tych krajów od igrzysk w Albertville w 1992 roku.
| Miejsce | Państwo          | Złoto | Srebro | Brąz | Razem |
| ------- | ---------------- | ----- | ------ | ---- | ----- |
| 1.      | USA              | 4     | 2      | 1    | 7     |
| 2.      | Kanada           | 1     | 2      | 1    | 4     |
| 3.      | Francja          | 1     | 1      | –    | 2     |
| 4.      | Czechy           | 1     | –      | 1    | 2     |
| 5.      | Austria          | 1     | –      | –    | 1     |
| 5.      | Szwajcaria       | 1     | –      | –    | 1     |
| 5.      | Włochy           | 1     | –      | –    | 1     |
| 8.      | Australia        | –     | 1      | 1    | 2     |
| 8.      | Niemcy           | –     | 1      | 1    | 2     |
| 10.     | ChRL             | –     | 1      | –    | 1     |
| 10.     | Japonia          | –     | 1      | –    | 1     |
| 10.     | Korea Południowa | –     | 1      | –    | 1     |
| 13.     | Finlandia        | –     | –      | 1    | 1     |
| 13.     | Hiszpania        | –     | –      | 1    | 1     |
| 13.     | Nowa Zelandia    | –     | –      | 1    | 1     |
| 13.     | Słowenia         | –     | –      | 1    | 1     |
| 13.     | Wielka Brytania  | –     | –      | 1    | 1     |
| Razem   | Razem            | 10    | 10     | 10   | 30    |

## Multimedaliści
93 sportowców zdobyło w Pjongczangu więcej niż jeden medal, a 60 spośród nich wywalczyło przynajmniej jedno złoto. Najwięcej – dwanaścioro – multimedalistów startowało w barwach Niemiec. Dziesięcioro z multimedalistów stawało na podium olimpijskim w biathlonie, również dziesięcioro w łyżwiarstwie szybkim, siedmioro w biegach narciarskich, po sześcioro w łyżwiarstwie figurowym i short tracku, pięcioro w saneczkarstwie, po czworo w narciarstwie alpejskim i skokach narciarskich, trzech w kombinacji norweskiej, dwóch w bobslejach, a jedna zawodniczka w snowboardingu. Dwie zawodniczki stanęły na podium w dwóch różnych dyscyplinach.
Największą liczbę wszystkich medali zdobyła Marit Bjørgen, która pięciokrotnie stanęła na podium olimpijskim, uzyskując 2 złote, 1 srebrny i 2 brązowe medale. Najbardziej utytułowanymi zawodnikami byli jednak Martin Fourcade i Johannes Høsflot Klæbo z trzema złotymi medalami na koncie.
Poniższa tabela przedstawia indywidualne zestawienie multimedalistów Zimowych Igrzysk Olimpijskich 2018, czyli zawodników i zawodniczek, którzy zdobyli więcej niż jeden medal olimpijski na tych igrzyskach, w tym przynajmniej jeden złoty.
| Miejsce | Zawodnik                    | Państwo                      | Dyscyplina                          | Złoto | Srebro | Brąz | Razem |
| ------- | --------------------------- | ---------------------------- | ----------------------------------- | ----- | ------ | ---- | ----- |
| 1.      | Martin Fourcade             | Francja                      | biathlon                            | 3     | –      | –    | 3     |
| 1.      | Johannes Høsflot Klæbo      | Norwegia                     | biegi narciarskie                   | 3     | –      | –    | 3     |
| 3.      | Marit Bjørgen               | Norwegia                     | biegi narciarskie                   | 2     | 1      | 2    | 5     |
| 4.      | Simen Hegstad Krüger        | Norwegia                     | biegi narciarskie                   | 2     | 1      | –    | 3     |
| 4.      | Martin Johnsrud Sundby      | Norwegia                     | biegi narciarskie                   | 2     | 1      | –    | 3     |
| 6.      | Laura Dahlmeier             | Niemcy                       | biathlon                            | 2     | –      | 1    | 3     |
| 6.      | Eric Frenzel                | Niemcy                       | kombinacja norweska                 | 2     | –      | 1    | 3     |
| 8.      | Tobias Arlt                 | Niemcy                       | saneczkarstwo                       | 2     | –      | –    | 2     |
| 8.      | Choi Min-jeong              | Korea Południowa             | short track                         | 2     | –      | –    | 2     |
| 8.      | Francesco Friedrich         | Niemcy                       | bobsleje                            | 2     | –      | –    | 2     |
| 8.      | Natalie Geisenberger        | Niemcy                       | saneczkarstwo                       | 2     | –      | –    | 2     |
| 8.      | Ragnhild Haga               | Norwegia                     | biegi narciarskie                   | 2     | –      | –    | 2     |
| 8.      | Marcel Hirscher             | Austria                      | narciarstwo alpejskie               | 2     | –      | –    | 2     |
| 8.      | Ester Ledecká               | Czechy                       | narciarstwo alpejskie, snowboarding | 2     | –      | –    | 2     |
| 8.      | Thorsten Margis             | Niemcy                       | bobsleje                            | 2     | –      | –    | 2     |
| 8.      | Scott Moir                  | Kanada                       | łyżwiarstwo figurowe                | 2     | –      | –    | 2     |
| 8.      | Kjeld Nuis                  | Holandia                     | łyżwiarstwo szybkie                 | 2     | –      | –    | 2     |
| 8.      | Johannes Rydzek             | Niemcy                       | kombinacja norweska                 | 2     | –      | –    | 2     |
| 8.      | Nana Takagi                 | Japonia                      | łyżwiarstwo szybkie                 | 2     | –      | –    | 2     |
| 8.      | Tessa Virtue                | Kanada                       | łyżwiarstwo figurowe                | 2     | –      | –    | 2     |
| 8.      | Tobias Wendl                | Niemcy                       | saneczkarstwo                       | 2     | –      | –    | 2     |
| 22.     | Charlotte Kalla             | Szwecja                      | biegi narciarskie                   | 1     | 3      | –    | 4     |
| 23.     | Stina Nilsson               | Szwecja                      | biegi narciarskie                   | 1     | 2      | 1    | 4     |
| 24.     | Johannes Thingnes Bø        | Norwegia                     | biathlon                            | 1     | 2      | –    | 3     |
| 24.     | Anastasija Kuźmina          | Słowacja                     | biathlon                            | 1     | 2      | –    | 3     |
| 24.     | Andreas Wellinger           | Niemcy                       | skoki narciarskie                   | 1     | 2      | –    | 3     |
| 24.     | Ireen Wüst                  | Holandia                     | łyżwiarstwo szybkie                 | 1     | 2      | –    | 3     |
| 28.     | Arianna Fontana             | Włochy                       | short track                         | 1     | 1      | 1    | 3     |
| 28.     | Wendy Holdener              | Szwajcaria                   | narciarstwo alpejskie               | 1     | 1      | 1    | 3     |
| 28.     | Miho Takagi                 | Japonia                      | łyżwiarstwo szybkie                 | 1     | 1      | 1    | 3     |
| 31.     | Jamie Anderson              | USA                          | snowboarding                        | 1     | 1      | –    | 2     |
| 31.     | Ted-Jan Bloemen             | Kanada                       | łyżwiarstwo szybkie                 | 1     | 1      | –    | 2     |
| 31.     | Darja Domraczewa            | Białoruś                     | biathlon                            | 1     | 1      | –    | 2     |
| 31.     | Johann André Forfang        | Norwegia                     | skoki narciarskie                   | 1     | 1      | –    | 2     |
| 31.     | Nao Kodaira                 | Japonia                      | łyżwiarstwo szybkie                 | 1     | 1      | –    | 2     |
| 31.     | Lee Seung-hoon              | Korea Południowa             | łyżwiarstwo szybkie                 | 1     | 1      | –    | 2     |
| 31.     | Håvard Holmefjord Lorentzen | Norwegia                     | łyżwiarstwo szybkie                 | 1     | 1      | –    | 2     |
| 31.     | Hanna Öberg                 | Szwecja                      | biathlon                            | 1     | 1      | –    | 2     |
| 31.     | Fabian Rießle               | Niemcy                       | kombinacja norweska                 | 1     | 1      | –    | 2     |
| 31.     | Sebastian Samuelsson        | Szwecja                      | biathlon                            | 1     | 1      | –    | 2     |
| 31.     | Mikaela Shiffrin            | USA                          | narciarstwo alpejskie               | 1     | 1      | –    | 2     |
| 31.     | Wu Dajing                   | ChRL                         | short track                         | 1     | 1      | –    | 2     |
| 31.     | Alina Zagitowa              | Olimpijscy sportowcy z Rosji | łyżwiarstwo figurowe                | 1     | 1      | –    | 2     |
| 31.     | Ramon Zenhäusern            | Szwajcaria                   | narciarstwo alpejskie               | 1     | 1      | –    | 2     |
| 45.     | Anaïs Bescond               | Francja                      | biathlon                            | 1     | –      | 2    | 3     |
| 45.     | Robert Johansson            | Norwegia                     | skoki narciarskie                   | 1     | –      | 2    | 3     |
| 47.     | Marie Dorin Habert          | Francja                      | biathlon                            | 1     | –      | 1    | 3     |
| 47.     | Meagan Duhamel              | Kanada                       | łyżwiarstwo figurowe                | 1     | –      | 1    | 2     |
| 47.     | Samuel Girard               | Kanada                       | short track                         | 1     | –      | 1    | 2     |
| 47.     | David Gleirscher            | Austria                      | saneczkarstwo                       | 1     | –      | 1    | 2     |
| 47.     | Sven Kramer                 | Holandia                     | łyżwiarstwo szybkie                 | 1     | –      | 1    | 2     |
| 47.     | Lim Hyo-jun                 | Korea Południowa             | short track                         | 1     | –      | 1    | 2     |
| 47.     | Johannes Ludwig             | Niemcy                       | saneczkarstwo                       | 1     | –      | 1    | 2     |
| 47.     | Jorien ter Mors             | Holandia                     | łyżwiarstwo szybkie, short track    | 1     | –      | 1    | 2     |
| 47.     | Kaetlyn Osmond              | Kanada                       | łyżwiarstwo figurowe                | 1     | –      | 1    | 2     |
| 47.     | Sverre Lunde Pedersen       | Norwegia                     | łyżwiarstwo szybkie                 | 1     | –      | 1    | 2     |
| 47.     | Arnd Peiffer                | Niemcy                       | biathlon                            | 1     | –      | 1    | 2     |
| 47.     | Eric Radford                | Kanada                       | łyżwiarstwo figurowe                | 1     | –      | 1    | 2     |
| 47.     | Suzanne Schulting           | Holandia                     | short track                         | 1     | –      | 1    | 2     |
| 47.     | Kamil Stoch                 | Polska                       | skoki narciarskie                   | 1     | –      | 1    | 2     |